# Brzeziny
Brzeziny [bʒɛˈʑinɨ] (deutsch Brzeziny, Löwenstadt (1943–1945)) ist eine Stadt in Polen in der Woiwodschaft Łódź.

## Geografische Lage
Brzeziny liegt etwa 15 Kilometer östlich des Zentrums von Łódź an der Landesstraße 72 (droga krajowa 72) nach Rawa Mazowiecka.

## Geschichte
Eine erste Siedlung an der Stelle des heutigen Brzeziny gab es im 13. Jahrhundert. Der erste urkundliche Beleg für das Stadtrecht stammt aus dem Jahre 1332 (andere Quellen sagen, dass das Stadtrecht 1327 vergeben wurde). Eine wichtige Rolle in der Entwicklung spielte dabei eine Handelsroute von Thorn nach Russland, welche hier verlief. 1462 verkaufte Jan Gruszczynski, der Bischof von Kujawien, die Stadt an Michał Lasocki, dessen Familie sie 300 Jahre lang in Besitz hielt. Im Jahr 1564 wurden erstmals Juden in Brzeziny erwähnt.
Die größte wirtschaftliche Bedeutung hatte der Ort vom 15. bis 17. Jahrhundert. Damals waren vor allem das Handwerk wie die Tuchmacherei und Schneiderei wichtige Wirtschaftsfaktoren. In der zweiten Hälfte des 16. Jahrhunderts war Brzeziny mit 290 Tuchmachern der größte Tuchmacherort des Landes und seine Tuche waren im In- und Ausland weithin bekannt. Diese wirtschaftliche Blüte kam Mitte des 17. Jahrhunderts durch den Polnisch-Schwedischen Krieg zu einem Ende. In diesem Krieg wurden im Jahr 1656 vierzig jüdische Familien durch polnische Soldaten ermordet.
Um 1550 schloss sich Christoph Lasocki, der Besitzer und Magnat der Stadt, dem reformierten Glauben an und wurde so zum Förderer der Reformierten Gemeinde der Stadt. Im Jahr 1551 wurde Gregor Pauli, der in Wittenberg studiert hatte und ein Schüler Melanchthons war, deren Pfarrer. Nach Auseinandersetzungen mit seinen römisch-katholischen Gegnern in der Stadt, sah er sich jedoch 1554 gezwungen, die Stadt zu verlassen und ging nach Krakau. Im Jahr 1570 wurde die Gemeinde „arianisch“, d. h., sie schloss sich der Bewegung der Antitrinitarier an. Anfang des 17. Jahrhunderts kehrte die Familie Lasocki zum katholischen Glauben zurück, und im Jahr 1627 erbaute Kacper Lasocki die katholische Reformaten-Klosterkirche. Die Antitrinitarier, die sich nicht bekehren lassen wollten, setzten ihre Treffen im Untergrund fort.
1793 im Rahmen der zweiten Teilung Polens fiel die Stadt an Preußen.
Ende des 18. Jahrhunderts kam Brzeziny durch die Eheschließung des Fürsten Oginski mit Isabella Lasocka, die die Stadt als Mitgift erhielt, in den Besitz der Familie Oginski. Zwar sollen die ersten Deutschen schon 1752 in die Stadt gekommen sein, doch erst die Bemühungen der Stadtherrin Isabella Ogińska, die sich bereits im Jahre 1801 wegen der gewünschten Niederlassung deutscher Tuchmacher an die preußischen Behörden wandte, führten zu einem verstärkten Zuzug. Auch durch die politisch instabile Situation – 1807 wurde Brzeziny Teil des Herzogtums Warschau und 1815 wieder Teil Kongresspolens – ließ sich die Grundherrin nicht beirren und gründete 1815 den Stadtteil Lasocin mit 47 Bauplätzen, in dem sie deutsche Tuchmacher ansiedelte, die überwiegend aus Ozorków und Dąbie kamen. 1818 wurde die deutsche Tuchmacherzunft (neben der bereits existierenden polnischen Tuchmacherzunft) gegründet, und im Jahr darauf gab es im Ort bereits 40 deutsche und 108 polnische Tuchmacher. Im Jahr 1826 wurde eine deutsche Volksschule gegründet. Der Bau einer evangelischen Kirche mit Pfarrhaus, zu dem sich die Grundherrin im Ansiedlungsvertrag des Jahres 1815 verpflichtet hatte, begann jedoch erst im Jahr 1826 und zog sich bis 1833 hin. (In der zweiten Hälfte der 1950er Jahre wurde diese Kirche abgetragen.)
1839 ging das stark verschuldete Brzeziny in staatlichen Besitz über.
Durch die Entstehung der Łódźer Textilindustrie geriet das Tuchmacherhandwerk in der zweiten Hälfte des 19. Jahrhunderts zunehmend in Schwierigkeiten, die durch den Bau des Łódźer Eisenbahnanschlusses über Koluszki – und nicht über Brzeziny – noch verstärkt wurden. Daher kam es zunehmend zu einer Abwanderung nach Łódź und in die umliegenden Fabrikorte Tomaszów Mazowiecki, Pabianice, Zgierz und Zduńska Wola. Dennoch gab es im Jahr 1880 noch 25 Weberei-Großbetriebe, am Ende des Jahrhunderts war das Tuchgewerbe jedoch bereits vollständig erloschen.
Zu Beginn des Ersten Weltkrieges operierte hier der General Karl Litzmann. Für seinen erfolgreichen Einsatz an der Ostfront, bei dem ihm unter dem Oberkommando von Reinhard von Scheffer-Boyadel Ende November 1914 aus bereits abgeschnittener Position im Kessel von Lowitsch bei minus 20 Grad in der Nähe der Stadt Brzeziny der Durchbruch durch die russische Front gelang, wurde ihm der Orden Pour le Mérite verliehen. Bei dieser Schlacht in der Nähe von Łódź wurde der Vormarsch der russischen Truppen in Richtung auf Posen und Berlin aufgehalten. Seitdem führte Litzmann den Ehrentitel „Der Löwe von Brzeziny“. Dies erklärt einerseits die Umbenennung der Stadt Brzeziny in Löwenstadt und zugleich den Namen Litzmannstadt für die benachbarten Großstadt Lodsch – jeweils zur Zeit der deutschen Besatzung im Zweiten Weltkrieg.
In den Jahren von 1914 bis 1918, als Brzeziny deutsch besetzt war, blühte das Schneiderhandwerk, das ausschließlich von Juden betrieben wurde, auf. Es wurde in erster Linie Herrenbekleidung minderer Qualität hergestellt, die nach Russland und in den Fernen Osten exportiert wurde. Als die Stadt nach dem Ende des Ersten Weltkrieges durch die Bildung des neuen polnischen Staates von diesen Märkten abgeschnitten wurde, gerieten die Schneider daher in wirtschaftliche Not, was zum Teil zu ihrer Abwanderung führte.
Während des Zweiten Weltkrieges wurde die Stadt von der deutschen Wehrmacht besetzt und gehörte nun zum Landkreis Litzmannstadt im Reichsgau Wartheland, wobei die Grenze zum Generalgouvernement in unmittelbarer Nähe verlief. Im Februar 1942 wurde ein Ghetto errichtet, in dem über 6000 Menschen lebten. Im Mai 1942 wurde das Ghetto aufgelöst, die älteren Insassen kamen in das Vernichtungslager Kulmhof, die übrigen wurden in das Ghetto Litzmannstadt verlegt. Am 18. Januar 1945 erreichte die Rote Armee Brzeziny. Vermutlich verlor die Stadt durch die Besatzungszeit und den Krieg über die Hälfte ihrer Einwohner.
Bei einer Verwaltungsreform wurde die Stadt 1975 Teil der Woiwodschaft Skierniewice. Eine weitere Reform löste sich die Woiwodschaft auf und Brzeziny wurde Teil der Woiwodschaft Łódź.

### Einwohnerentwicklung
| Jahr | Bevölkerung | Polen   | Polen  | Juden   | Juden  | Deutsche | Deutsche |
| Jahr | Bevölkerung | absolut | %      | absolut | %      | absolut  | %        |
| ---- | ----------- | ------- | ------ | ------- | ------ | -------- | -------- |
| 1815 | 1.756       |         |        |         |        |          |          |
| 1827 | 3.492       |         |        | 946     | 27,1 % |          |          |
| 1828 | 3.641       |         |        |         |        |          |          |
| 1832 | 3.386       |         |        |         |        |          |          |
| 1835 | 3.651       |         |        |         |        |          |          |
| 1851 | 4.783       | 2.406   | 50,3 % | 1.887   | 39,5 % | 587      | 12,3 %   |
| 1859 | 5.185       | 2.060   | 40,0 % | 2.443   | 47 %   | 682      | 13 %     |
| 1880 | 6.300       |         |        |         |        |          |          |
| 1886 | 7.420       |         |        |         |        |          |          |
| 1890 | 7.980       | 3.288   | 41,2 % | 3.767   | 47,2 % | 918      | 11,5 %   |
| 1893 | 8.794       | 4.321   | 38,9 % | 3.488   | 49,9 % | 976      | 11,1 %   |
| 1900 | 9.641       |         |        |         |        |          |          |
| 1903 | 9.181       |         |        |         |        |          |          |
| 1907 | 16.920      | 6.768   | 40 %   | 9.695   | 57,3 % | 458      | 2,7 %    |
| 1913 | 17.108      |         |        | 9.307   | 54,4 % |          |          |
| 1931 | 13.098      | 6.025   | 46 %   | 6.811   | 52 %   | 262      | 2 %      |
| 1935 |             |         |        |         |        | 331      |          |
| 2009 | 12.351      |         |        |         |        |          |          |

## Wappen
Im Wappen der Stadt ist auf silbernem Grund eine rote Stadtmauer mit geöffnetem Tor zu sehen. Das offene Tor wird als Symbol für die Offenheit der Stadt interpretiert. Die Mauer verfügt über drei Türme, von denen der mittlere der größte ist. Auf seiner Spitze ist ein christliches Kreuz zu sehen. Höchstwahrscheinlich hatte die Stadt das Wappen bereits kurz nach der Vergabe des Stadtrechtes erhalten, die erste bekannte Verwendung erfolgte im Jahre 1534.

## Kultur und Sehenswürdigkeiten

### Museen
- Das Regionalmuseum wurde 1972 eröffnet und befindet sich in der Piłsudski-Straße 49. 5.200 Exponate aus Archäologie, Volkskunde, Kunst und Geschichte werden dem Besucher präsentiert.

### Bauwerke
- Die Pfarrkirche Podwyższenia Świętego Krzyża wurde etwa im 13. Jahrhundert errichtet und später mehrfach umgebaut. Dadurch ist der Baustil heute eine Mischung von Gotik, Renaissance und Barock. Die barocke Orgel stammt aus dem 17. Jahrhundert.
- Die Reformationskirche stammt von 1700. Die Kirche wurde mehrfach zerstört und immer wieder aufgebaut, zuletzt 1947–1952. Die noch heute vorhandene Tür stammt aus dem Jahr 1754, die defekte Uhr aus dem 17. Jahrhundert.
- Die hölzerne St. Anna Kirche besitzt einen Altar und weitere Gegenstände aus dem 17. Jahrhundert.
- Die Heiliggeistkirche (Kościół Ducha Świętego) ließ Józef Lasocki 1737 errichten.

## Persönlichkeiten

### Söhne und Töchter der Stadt
- Gregorius Paulus Brzezinensis (1525–1591), Theologe
- Mahmud Hamdi Pascha (1828–1885, ursprünglich Fischel Freund ), militärischer Befehlshaber im Osmanischen Reich und Gouverneur in Syrien
- Eduard Alexander Rondthaler (1846–1917, auch Edward Aleksander Rontaler ), Gründer und Leiter der „bekannten Kommerzschule in Warschau“[26][27]
- Abraham Icek Tuschinski (1886–1942), Geschäftsmann
- Walenty Winid (1894–1945), Wirtschaftsgeograph, NS-Opfer
- Yzchok Gerszt (1901–1945), jüdischer Kommunist und Widerstandskämpfer gegen den Nationalsozialismus
- Georg Wannagat (1916–2006), deutscher Jurist
- Edith H. Luchins geb. Hirsch (1921–2002), Mathematikerin und Gestaltpsychologin
- Hadassa Ben-Itto (1926–2018), israelische Juristin, Diplomatin und Autorin
- Zbigniew Zamachowski (* 1961), polnischer Schauspieler
- Dariusz Stachura (* 1962), polnischer Sänger und Tenor

### Weitere Persönlichkeiten, die mit der Stadt in Verbindung stehen
- Eduard Kneifel (1896–1993), evangelischer Pfarrer (von 1925 bis 1939 in Brzeziny), Superintendent, Kirchenhistoriker und Dichter von Kirchenliedern
- Andrzej Frycz Modrzewski (1503–1572), polnischer Renaissance-Gelehrter, Humanist und Theologe
- Karl Litzmann (1850–1936), General, „Der Löwe von Brzeziny“
- Maciej Stryjkowski (um 1547 – um 1593), Chronist (besuchte die Schule in Brzeziny)